# Митанни
Мита́нни (Ханигальбат в ассирийских текстах, Нахарин(а) в египетских и семитских) — древнее хурритское государство (XVII—XIII вв. до н. э.) на территории Северной Месопотамии и прилегающих областей. Столица Митанни — Вашшуканни (Хошкани) располагалась у истоков реки Хабур. Предполагается, что этот город стоял на месте современного города Серекани в Сирии.
Митанни утвердился на исторической арене в условиях вакуума силы, образовавшегося вследствие разгрома Вавилонской империи хетто-хурритским союзом в XVI в. до н. э.
Рядом исследователей рассматривается как протоармянское государство. По мнению И. М. Дьяконова, хурриты стали главным компонентом армянского народа, полностью перемешавшись с другими родственными народами. Население Митанни состояло из хурритов и семитов, официальными языками были хурритский и аккадский.

## Археологические источники
Крупный город Захик, предположительно являвшийся центром государства, расположен на севере современного Ирака. Исследовать его удаётся только в периоды засухи, так как он находится под Мосулским водохранилищем. Впервые Захик был обнаружен в 2018 году, археологи нашли руины дворца и нескольких других построек бронзового века, данные здания были воздвигнуты 3400 лет назад. После окончания исследования ученые накрыли руины города пластиковыми оболочками для предотвращения эрозии и деградации. В следующий раз добраться до них удалось в декабре 2021 года, и тогда команда во главе с Хасаном Ахмедом Касимом из Археологической организации Курдистана вместе с исследователями из Фрайбургского (Германия) и Тюбингенского (Германия) университетов приступили к картированию открытых построек. В июне 2022 года, в результате сильной засухи, древний город снова показался на поверхности.

## Язык
По поводу хурритского языка существует консенсус учёных о непосредственной его связи с урартским языком [5][6][7]. Родственные связи хурритского языка остаются невыясненными. С. А. Старостин полагал, что он находится в отдалённом родстве с современными северокавказскими (нахско-дагестанскими) языками, однако в современной науке эта гипотеза менее популярна.
То, что митаннийцы говорили на хурритском языке, видно как из текстов договоров, заключённых ими с хеттами, так и из писем египетским фараонам. Между тем в языке Митанни очевиден индоевропейский субстрат, иногда именуемый как митаннийский арийский язык. Скрепление текстов договоров[каких?] с хеттами именами божеств Митра, Варуна, Индра и клятвы этим богам свидетельствуют о том, что митаннийцы принимали мифы и верования, господствовавшие в индоевропейской группе.
Митаннийские цари носили индоиранские имена наряду со вторыми хурритскими и поклонялись, в числе прочих, индоиранским богам; к митаннийской же традиции восходит распространение индоиранских терминов для коневодства. Немецкая исследовательница А. Камменхубер предполагала, что все индоиранские термины и имена собственные, выявленные в митаннийской традиции, отражают не индоиранское, а хурритское произношение: династия и её сторонники сохраняли индоиранские обычаи и заимствования из индоиранского языка, но сами говорили уже только по-хурритски. Однако теория Камменхубер позднее была опровергнута австрийским лингвистом М. Майрхофером и англичанином П. Мури. Они показали, что митаннийцы были индоариями, хотя и с диалектными отличиями от Ригведы (ближе к пракритам и с чертами архаичности — ещё без стяжения дифтонгов). Но вера у них была та же. По хронологии эти индоарии совпадают с доведическими и доиндийскими ариями. А поскольку они одной веры, то это не братья, а, возможно, предки тех, которые потом оказались ведическими в Индии, или их ближайшие сородичи. По некоторым признакам (элементам ономастики) И. Ф. Гиндин допускает небольшое участие протоиранцев в этом первом движении ариев на Ближний Восток. А. Парпола отмечает, что 8 арийских имён собственных из Митанни имеют структуру «гостеприимец бога такого-то» (например, Митратитхи). Это необычная для Ригведы структура, но в мандалах I и особенно VII Ригведы содержатся гимны семьи Канва (связана с племенами Яду и Турваша), в которых есть подобные структуры. Парпола считает это ранней частью Ригведы. Наиболее вероятной локализацией древнейших митаннийцев представляется район около оз. Урмия в Северо-Западном Иране, в области, которую ещё греческие историки и географы второй половины I тысячелетия до н. э. называли Матиеной или Матианой. Спорным остаётся вопрос о положении индоиранского языка, сохранённого глоссами, внутри группы индоиранских языков. В собранном материале нет черт, характерных для иранских языков, в то же время есть черты, архаичные уже для индийских ведийских текстов, но и черты, заведомо возникшие в языках индийской ветви лишь в I тысячелетии до н. э. и отсутствующие в санскрите. Вывод из этих данных может быть различен: 1) «митаннийский арийский» — очень древний язык индийской ветви, однако уже выработавший некоторые черты, возникшие в других индийских диалектах лишь позже; 2) «митаннийский арийский» — это диалект будущих иранских племён, но относящийся ко времени до выработки фонетических особенностей, отделивших иранскую ветвь от индийских, — и, однако, имеющий уже и некоторые позднейшие, всё-таки неиранские черты; 3) «митаннийский арийский» принадлежит к ветви, промежуточной между иранской и индийской, а именно к дардо-кафирской. Эта ветвь, сохранившаяся ныне лишь в Северо-Восточном Афганистане, Пакистане и в Кашмире, считается специалистами первой по времени выделения из индоиранской общности и по времени переселения в ирано-индийский регион; поэтому вполне возможно, что диалекты этой ветви имели вначале более широкое распространение в Иране, пока не были вытеснены позднейшими волнами собственно ираноязычных племён, появившихся здесь не позже последних веков II тысячелетия до н. э. Именно это решение удовлетворяет всем отличительным признакам «митаннийского арийского». Необходимо заметить, что индоиранизмы в культуре, языке и именах собственных обнаруживаются только у хурритов митаннийской группы: их нет в ранних хурритских надписях, нет ни в Алалахе близ устья р. Оронт, ни в Киццувадне, ни в богазкёйском архиве (исключая дипломатические договоры с Митанни), ни в Аррапхэ.

## История Митанни
Войско Митанни владело высокой техникой коневодства и колесничного боя, что, вероятно, и позволило объединить мелкие хурритские племенные группы Месопотамии и подчинить семитские (аморейско-аккадские) города-государства на всём пространстве между Загросскими и Аманосскими горными линиями.
Начало политического преобладания хурритов в Верхней Месопотамии относится к XVII в. до н. э. Концом этого века датируется большой поход хурритов Ханигальбата вглубь Малой Азии при хеттском царе Хаттусили I (который был в это время отвлечён экспедицией на запад полуострова). Этот факт указывает на то, что хурритское государство должно было консолидироваться в этот период. Набег хурритов был не без труда отражён хеттским властителем, который закрепил за собой территорию между горами Тавра и Евфратом. В позднейших текстах «Ханигальбат» выступает лишь как другое название царства Митанни, поэтому можно думать, что образовавшееся не позднее XVII в. крупное хурритское государство как раз и было хорошо известным из истории середины II тысячелетия царством Маитани (так в ранних текстах), или Митенни. И. М. Дьяконов полагает, что Ханигальбат было названием страны, а Митанни — одного из хурритских племён и его династии.
Внук и преемник Хаттусили I, Мурсили I, в 1595 г. до н. э. организовал поход на Вавилон. Он покончил с государством, основанным Хаммурапи (в дальнейшем его территорию захватили касситы). Насколько можно судить, Мурсили прошёл только вдоль Евфрата, не углубляясь в Ханигальбат (то есть во внутренние части Верхней Месопотамии), и имел с хурритами лишь небольшие стычки. После Мурсили в Хеттском царстве начались длительные внутренние междоусобицы, что способствовало возвышению и укреплению Митанни.
Первый известный по имени царь «Маитани» — Шуттарна I, сын Кирты, известен по оттиску печати в Алалахе конца XVI в. до н. э. После него правил Парраттарна, известный по большой надписи Идрими, царя Алалаха; Идрими был вынужден бежать от своих врагов в Эмар на Евфрате — видимо, в митаннийские владения — и впоследствии был восстановлен на престоле Алалаха с помощью Параттарны. С этого времени следует датировать начало проникновения митаннийского влияния в Сирию.
Наиболее могущественным царем Митанни был Саусаттар, или Саусададаттар. Он носил титул «царя Маитани, царя воинов хурри». Он же заключил договор с царём Киццувадны к югу от гор Тавра. Ему подчинялись автономные Алалах и Аррапха. Ему же удалось установить власть над Ашшуром, который хотя и не вошел непосредственно в состав государства Митанни, но имел митаннийского посла (суккаллу). Посол принимал участие в работе совета старейшин Ашшура и носил наравне с другими звание годичного эпонима-лимму. Митанни подчинялись многие города восточной части п-ова Малая Азия. Непосредственно в состав Митанни входила область Кадмухи на верхнем Тигре, а возможно, и некоторые области севернее его притоков.
Египетские фараоны XVIII династии в своих завоевательных походах XVI и последующих веков до н. э. на Палестину и Сирию постоянно соприкасались с местными правителями, носившими индоиранские имена — состоявшими в родстве с митаннийской династией и бывшими её ставленниками. Египетские надписи называют Митанни термином «Нахрайна» — «Двуречье», или «Междуречье», из чего видно, что они отождествляли это государство со всей территорией Верхней Месопотамии между Евфратом и Тигром.
Фараону Тутмосу I (конец XVI в. до н. э.) впервые удалось выйти на Евфрат, где он поставил свою стелу с надписью, устанавливающей северную границу египетских владений.

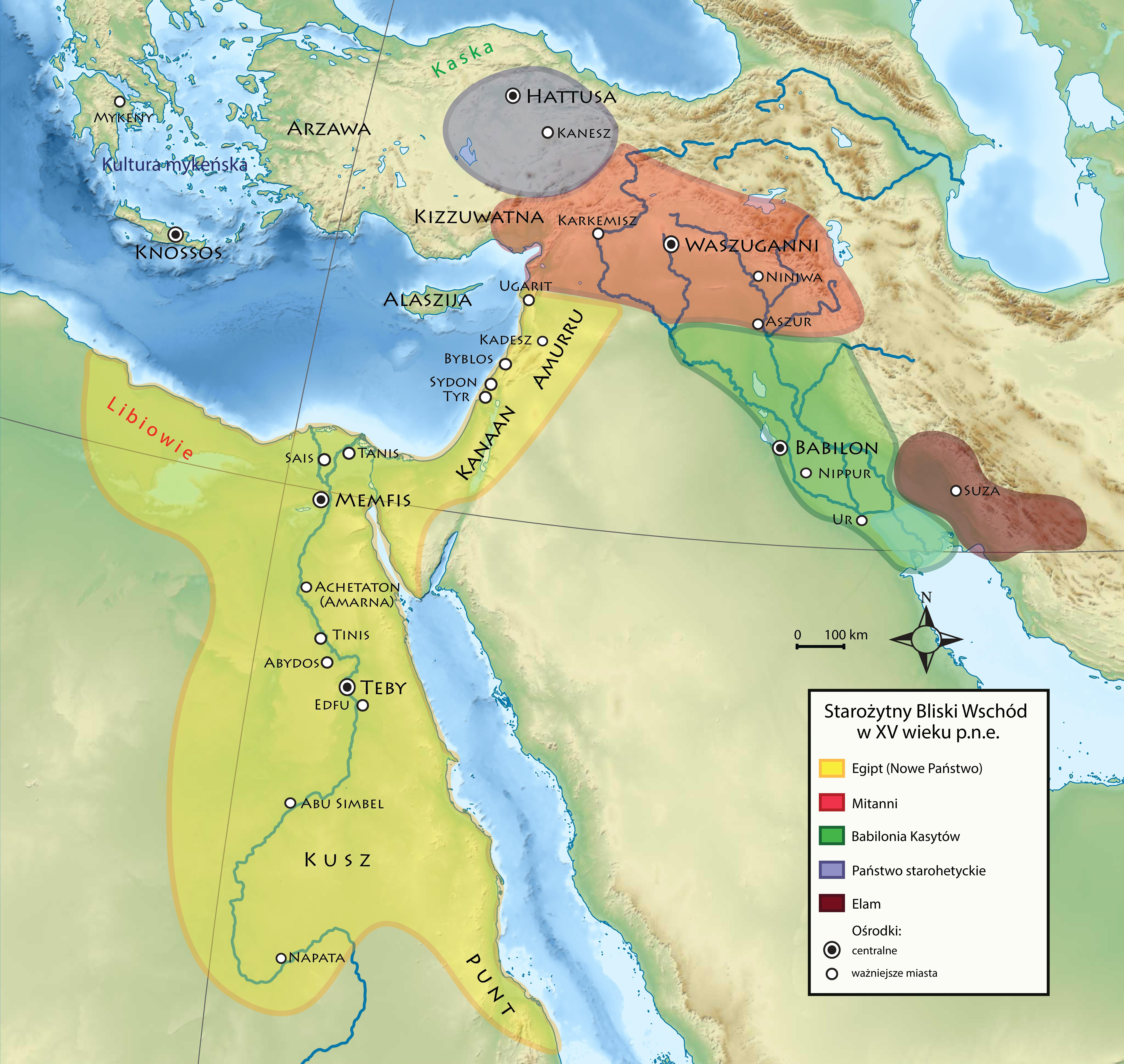
Митанни на карте Ближнего Востока в 1450 году до н. э.

Таким образом, Египет и Митанни вступили в борьбу за сферы влияния, поскольку египтяне начали активно вытеснять власть Митанни, простиравшуюся на юго-востоке до Тунипа и Катны в северной Сирии. Во время походов египетского фараона Тутмоса III он встретил сопротивление со стороны коалиции сиро-палестинских властителей под эгидой Митанни. Согласно составленным писцом фараона Танини анналам, на 33 год своего царствования Тутмос вторгся в пределы Митаннийского царства, вынудив его правителя бежать за Евфрат.
Война с Митанни шла с переменным успехом вплоть до правления Артадамы I в Митанни и Тутмоса IV в Египте (конец XV в. до н. э.), когда между ними был заключён мир и Артадама отдал свою дочь в гарем фараона. Это замирение объясняется мощной угрозой Митанни со стороны усилившегося Хеттского царства, царь которого Хаттусили III проник глубоко в Сирию. Весь последующий период идут войны между хеттами и митаннийцами (и сторонниками тех и других), а в Митанни начинается полоса династических распрей. Тем не менее царь Тушратта, опираясь на дружбу с Египтом, смог успешно сражаться с хеттами и благополучно долгое время процарствовать в Верхней Месопотамии (вплоть до вступления Аменхотепа IV на египетский трон).
По смерти Тушратты престол Митанни формально переходит к престарелому и больному сопернику Тушратты, Артадаме II, издавна претендовавшему на него. Фактически страной правит его сын Шуттарна III. Эти события происходили при хеттской поддержке, помимо прямой помощи, которую Артадама II и Шуттарна получили от Алзи (царства в долине реки Арацани-Мурадсу на Армянском нагорье) и от Ашшура. Схватив большую группу знати — сторонников Тушратты, Шуттарна попытался передать их в Ашшур, но ашшурские власти не желавшие связывать себя ввиду неопределённости дальнейших событий в Митанни, отказались их принять, и тогда Шуттарна приказал всех их казнить. Однако двести колесниц во главе с их начальником Аги-Тешшубом бежали в дружественную страну Аррапху. Опираясь на них, Шаттиваза, сын Тушратты, вступил в переговоры с касситским царём, но тот отнял у него все колесницы, и царевич, едва спасшись бегством, обратился за помощью к хеттам. Там он появился с одной колесницей и двумя сопровождавшими его хурритами, не имея даже сменной одежды, но был встречен по-царски: Суппилулиума отдал ему в жёны свою дочь, предварительно выяснив, какое она займёт положение в Митанни, и предоставил ему войско во главе со своим сыном. После разгрома митаннийской армии Суппилулиума, по просьбе Шаттивазы, сделал его наследником престола Миттани и оставил на троне тяжело больного Артадаму, дядю Шаттивасы. События завершились тем, что гегемония Митанни пресеклась: на западе возобладали хетты, на востоке поднялась Ассирия. Государство Митанни потеряло политическое значение, а в 1250 г. до н. э. было окончательно уничтожено Ассирией, ранее зависевшей от Митанни.

## Внутреннее устройство
Очень мало известно о внутреннем политическом и социальном устройстве Митанни; можно только сказать, что это была не монолитная империя, а рыхлый союз номов, которые объединялись вокруг Вашшуканни, столицы Митанни-Ханигальбата, которые платили митаннийскому царю дань и выставляли на помощь ему воинские контингенты.
«Люди хурри» — воинская знать — играли значительную роль при царе и иногда упоминались вместе с царём в государственных договорах. Большую роль в войне и в управлении играли колесничие — марианна. Сами колесницы как род оружия и тактика колесничного боя были, видимо, заимствованы у индоиранцев, но колесничие в это время, судя по их именам, были чистыми хурритами. Термин марианна, вопреки постоянным утверждениям ряда исследователей[каких?] — чисто хуррито-урартский, а не происходит от древнеиндийского марья — «муж, юноша». Это доказывается не только наличием хорошей этимологии этого слова, но и тем, что институт марианна существовал не только у митаннийцев, испытавших индоиранское влияние, но и у всех хурритов вообще, включая Алалах и Аррапхэ. Эти марианна были не «феодальной знатью», а дворцовыми служащими, получавшими свои колесницы с казённых складов.

## Цари Митанни
- Кирта (ок. 1520)
- Шуттарна I, сын Кирты
- Парраттарна (П/Барат(т)ама), сын Кирты (ок. 1500—1470)
- Парша(та)тар (иногда идентифицируется с Парраттарной) (ок. 1470—1450)
- Сауштатар, сын Парша(та)тара (ок. 1450—1410)
- Артадама I (ок. 1410—1400)
- Шуттарна II (ок. 1400—1375)
- Арташшумара, сын Шуттарны II (ок. 1375—1370)
- Тушратта (ок. 1370—1350)
- Артадама II
- Шуттарна III
- Шаттиваза (Маттиваза/Куртиваза, Кили-Тешшуб), сын Тушратты (ок. 1350—1320)
- Шаттуара I (ок. 1320—1300), зависел от Адад-нирари I
- Васашатта, сын Шаттуары (ок. 1300—1280)
- Шаттуара II, сын или племянник Васашатты (ок. 1280—1267), побежден царём Ассирии Салманасаром I

## Цари Ханигальбата, подчинённые Ассирии
- Киби-Ашшур (2-я пол. XIII в. до н. э.), великий визирь Ассирии, потомок ассирийского царя Эриба-Адада I
- Ашшур-иддин (ок. 1222/1212 гг. до н. э.), великий визирь Ассирии, сын Киби-Ашшура
- Или-ихадда (Или-пада) (ок. 1200 г. до н. э.), великий визирь Ассирии, сын Ашшур-иддина, отец ассирийского царя Нинурта-апал-Экура

## Культура Митанни
Здания в основном возводились из сырцового кирпича, а из камня делали фундамент, цоколь и колонны. Для перекрытий использовали дерево.
Для сохранившихся памятников характерны массивность и приземистость.
Дворец-храм в Телль-Халафе (древняя Гузана), был сооружён при царе Капаре в начале I тысячелетия до н. э., и является интереснейшим образцом зодчества Митаннии.
Дворец-храм Капары — это наиболее ранний из известных в настоящее время и очень яркий пример постройки типа сиро-хеттского и сиро-финикийского бит-хилани. Традиционной бит-хилани имеет прямоугольный план, причём фасадом является одна из длинных сторон постройки. Основным признаком бит-хилани является наличие портика на фасаде, фланкируемый двумя прямоугольными в плане башнеобразными выступами, над которыми имеется своего рода балкон или галерея с решётками. Балки перекрытия портика лежат обычно на одной или трёх опорах — колоннах или скульптурах, выполнявших функцию опор. Широкий портик открывал свободный доступ внутрь здания нагретому воздуху и солнечным лучам, что было необходимо в более прохладном, чем в Южном Двуречье, климате горных северосирийских районов. Для этой же цели служили и оконные проёмы, которые зачастую делали в стенах по сторонам портика.